# Casa Jaume Larcegui
La casa Jaume Larcegui és un edifici situat al carrer de Balmes, 83, al barri de l'Antiga Esquerra de l'Eixample de Barcelona, catalogat com a bé amb elements d'interès (categoria C).
És un edifici residencial, entre mitgeres, d'estil modernista, que consta de planta baixa i cinc plantes pis. Fou construït entre el 1905 i 1906, projectat per l'arquitecte Eduard Mercader i Sacanella. La façana és simètrica, composta de quatre eixos on s'alineen les obertures. Destaquen el balcó corregut de la primera planta, amb barana de pedra amb formes vegetals, suportat per mènsules, les dues tribunes poligonals pròximes a les mitgeres, que enllacen amb els balcons del pis següent, l'alternança de balcons correguts o individuals i els elements de coronament que conformen la barana del terrat.